# ちょこっとダービー
『ちょこっとダービー』は、オンラインゲームコミュニティサイトであるハンゲームが提供していたオンライン育成ゲーム（競馬ゲーム）である。基本プレイ無料だが、アイテム購入及び、有料うまガチャ利用時は有料である。2011年8月30日サービス終了。

## ゲームの流れ
プレイヤーはゲーム開始時に配布されるうまカードに名前をつけ、育成を開始。メインメニューで『トレーニング』を選択、上げたいパラメータに該当するトレーニングを行う。ある程度育成が進んだら、メインメニューに戻りレースに参加。レース終了後、成績に応じて賞金とUptが獲得できる。

## ゲーム内用語
うまカード
プレイヤーが所有するうまのステータスが確認できるカード。うまカードは、Upt（うまポイント）かゲーム内通貨UC（うまコイン）が必要であるが、ゲーム内ショップにある『うまガチャ』で購入が可能である。
トレーニング
所有するうまの育成を行う場所。トレーニングには様々な種類があり、AP（アクションポイント）かUCを消費して上げたいパラメータに該当するトレーニングを行う。トレーナーを設定することでパラメータの上昇度を上げることも可能である。
AP（アクションポイント）
うまカードに決められているポイントで、トレーニングやレースを行うことでAPを消費する。APが0になったうまはトレーニングやレースができなくなる。
ウーロ
レースで上位入賞したときに獲得できる賞金。
Upt（うまポイント）
レース入賞や、うまの引退時に入手できるポイント。トレーニングやショップでのうまガチャに利用可能。
UC（うまコイン）
ゲーム内専用通貨（ハンコインで購入）。UC専用うまガチャやトレーニング等に利用可能。

## レース
レースでは、自分が育成したうまと他者が育成したうまを競わせることができる。レース終了後、成績に応じた賞金とUptを獲得。1位になると表彰式が行われ、その画面をスクリーンショットとして保存できる。
ちょこっとレース
育成したうまのランクに応じたレースが自動で選択される。
トロフィーレース
育成したうまのランクに応じたレースをプレイヤーが選択できる。

## 牧場
他プレイヤーとのチャットや、うま同士でフリーレースができる。